# Liste der Biografien/Dry
Liste der Biografien |
Portal Biografien |
Personensuche
# |
A |
B |
C |
D |
E |
F |
G |
H |
I |
J |
K |
L |
M |
N |
O |
P |
Q |
R |
S |
T |
U |
V |
W |
X |
Y |
Z |
?
 
Da |
Db |
Dc |
Dd |
De |
Dg |
Dh |
Di |
Dj |
Dk |
Dl |
Dm |
Dn |
Do |
Dq |
Dr |
Ds |
Du |
Dv |
Dw |
Dy |
Dz
 
Dra |
Drb |
Drc |
Drd |
Dre |
Drg |
Dri |
Drj |
Drk |
Drl |
Drm |
Drn |
Dro |
Drp |
Drs |
Drt |
Dru |
Drv |
Dry |
Drz
Die Liste der Biografien führt alle Personen auf, die in der deutschsprachigen Wikipedia einen Artikel haben. Dieses ist eine Teilliste mit 54 Einträgen von Personen, deren Namen mit den Buchstaben „Dry“ beginnt.

## Dry
- Dry, Graham (* 1944), britischer Antiquar, Kunsthändler und Bibliophiler
- Dry, Henri (1880–1965), französischer Jurist, Maler, Zeichner, Karikaturist und Plakatkünstler
- Dry, Mark (* 1987), britischer Hammerwerfer

### Drya
- Dryák, Alois (1872–1932), tschechischer Architekt und Hochschullehrer
- Dryander, Brigitte (1920–1997), deutsche Schauspielerin, Regisseurin und Hörspielsprecherin
- Dryander, Carl Julius (1811–1897), deutscher Jurist und Abgeordneter
- Dryander, Ernst (1843–1922), deutscher Theologe und Politiker, MdH
- Dryander, Gottfried von (1876–1951), deutscher Jurist, Verwaltungsbeamter und Politiker (DNVP), MdR
- Dryander, Hermann Ludwig (1809–1880), deutscher evangelischer Theologe und Superintendent
- Dryander, Johann (1500–1560), deutscher Anatom, Arzt, Mathematiker und Astronom
- Dryander, Johann Friedrich (1756–1812), deutscher Maler
- Dryander, Jonas (1748–1810), schwedischer Botaniker und Bibliothekar
- Dryantilla, Gattin des römischen Usurpators Regalianus

### Dryb
- Dryburgh, Douglas (* 1966), schottischer Curler
- Dryburgh, James (* 1975), schwedischer Curler
- Dryburgh, Stuart (* 1952), britischer Kameramann

### Dryd
- Dryden, Dave (1941–2022), kanadischer Eishockeytorwart und -trainer
- Dryden, Helen, US-amerikanische Illustratorin, Kommunikationsdesignerin und Industriedesignerin
- Dryden, Hugh Latimer (1898–1965), US-amerikanischer Wissenschaftler und Wissenschaftsadministrator
- Dryden, John (1631–1700), englischer Dichter, Dramatiker und Literaturkritiker
- Dryden, John F. (1839–1911), US-amerikanischer Politiker
- Dryden, Ken (* 1947), kanadischer Eishockeyspieler, Autor und Politiker
- Dryden, Konrad (* 1963), US-amerikanischer Autor
- Dryden, Spencer (1938–2005), US-amerikanischer Schlagzeuger
- Dryden, Wheeler (1892–1957), britischer Schauspieler

### Drye
- Drye, Brian (* 1975), US-amerikanischer Jazzmusiker
- Dryer, David, US-amerikanischer Kameramann und Filmtechniker
- Dryer, Fred (* 1946), US-amerikanischer SchauspielerFred Dryer (* 1946)

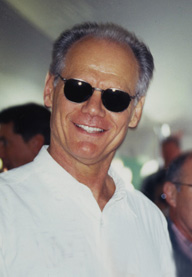
Fred Dryer (* 1946)

- Dryer, Robert (1951–2021), US-amerikanischer Schauspieler

### Dryf
- Dryfoos, Orvil (1912–1963), US-amerikanischer Herausgeber der New York Times (1962–1963)

### Dryg
- Drygala, Tim (* 1963), deutscher Jurist und Professor an der Universität Leipzig
- Drygalla, Nadja (* 1989), deutsche Ruderin
- Drygalski, Erich von (1865–1949), deutscher Geograph, Geophysiker, Geodät und Polarforscher
- Drygalski, Irma von (1892–1953), deutsche Heimatdichterin
- Drygalsky, Karl-Heinz (* 1937), deutscher Konditionstrainer und Präsident von Borussia Mönchengladbach
- Drygianakis, Kostas (* 1965), griechischer Komponist und Musiker
- Drygin, Andrei (* 1977), russischer und tadschikischer Skirennläufer

### Dryk
- Dryke, Matthew (* 1958), US-amerikanischer Sportschütze

### Drym
- Drymon, Derek (* 1965), US-amerikanischer Regisseur, Filmproduzent und Drehbuchautor
- Drymonakos, Ioannis (* 1984), griechischer Schwimmer

### Dryn
- Drynan, Margaret (1915–1999), kanadische Organistin und Chorleiterin, Komponistin und Musikpädagogin

### Dryp
- Drypetis († 323 v. Chr.), Gattin von Hephaistion, eines Freunds Alexanders des Großen

### Drys
- Drysdale, Cliff (* 1941), südafrikanischer Tennisspieler
- Drysdale, Don (1936–1993), US-amerikanischer Baseballspieler
- Drysdale, George (1825–1904), britischer Sexualforscher
- Drysdale, Hugh († 1726), britisch-amerikanischer Politiker
- Drysdale, Jamie (* 2002), kanadischer Eishockeyspieler
- Drysdale, Kathryn (* 1981), britische Schauspielerin
- Drysdale, Mahé (* 1978), neuseeländischer Ruderer
- Drysdale, Russell (1912–1981), bedeutender australischer Maler und Fotograf
- Drysdale, Taylor (1914–1997), US-amerikanischer Schwimmer
- Dryszel, Stefan (* 1958), polnischer Tischtennisspieler und -trainer

### Dryv
- Dryver, Bernard de (* 1952), belgischer Automobilrennfahrer

### Dryw
- Dryweghen, Sebastian van, Maler niederländischer Herkunft